# گاردنویل (پنسیلوانیا)
گاردنویل (به انگلیسی: Gardenville) یک منطقهٔ مسکونی در ایالات متحده آمریکا است که در پنسیلوانیا واقع شده‌است. گاردنویل ۱۶۴٫۹ متر بالاتر از سطح دریا قرار دارد.